# Aki (Kōchi)
Aki (安芸市 Aki-shi?) es una ciudad localizada en la prefectura de Kōchi, Japón. En junio de 2019 tenía una población estimada de 16.502 habitantes y una densidad de población de 52 personas por km². Su área total es de 317,21 km².

## Geografía

### Localidades circundantes
- Prefectura de Kōchi
  - Geisei
  - Kami
  - Kōnan
  - Umaji
  - Yasuda
- Prefectura de Tokushima
  - Naka

## Demografía
Según los datos del censo japonés, esta es la población de Aki en los últimos años.
| 1995   | 2000   | 2005   | 2010   | 2015   |
| ------ | ------ | ------ | ------ | ------ |
| 22.377 | 21.321 | 20.348 | 19.547 | 17.577 |